# Рольф Джонсон, Энтони
Энтони Рольф Джонсон (англ. Anthony Rolfe Johnson, 5 ноября 1940, Такли, Оксфордшир — 21 июля 2010) — британский певец (тенор).

## Биография
Окончил Гилдхоллскую школу музыки и театра. Его оперный дебют состоялся в 1973 году в комической опере Артура Салливана «Иоланта» в составе труппы English Opera Group, созданной в 1947 году Б. Бриттеном.
Выступал в концертах с крупнейшими симфоническими оркестрами мира, работал с такими дирижёрами, как Дж. Шолти, Николаус Арнонкур, Дж. Гардинер, Мстислав Ростропович, Сэйдзи Одзава, Курт Мазур, Чарлз Маккерас, Кент Нагано, Пьер Булез, Джеймс Ливайн и др.
Скончался от болезни Альцгеймера.

## Репертуар
Исполнял партии в ораториях Генделя, «Страстях» Баха, в ораториях Гайдна «Времена года» и «Сотворение мира», в операх Монтеверди «Возвращение Улисса» и «Орфей», операх Моцарта «Волшебная флейта», «Идоменей», «Милосердие Тита», в «Фиделио» Бетховена, «Отелло» Верди, операх Бриттена «Питер Граймс», «Смерть в Венеции», его же «Военном реквиеме», опере Филиппа Бусманса «Зимняя сказка» (по Шекспиру) и др.

## Признание
Командор Ордена Британской империи (1992).